# Glochídie

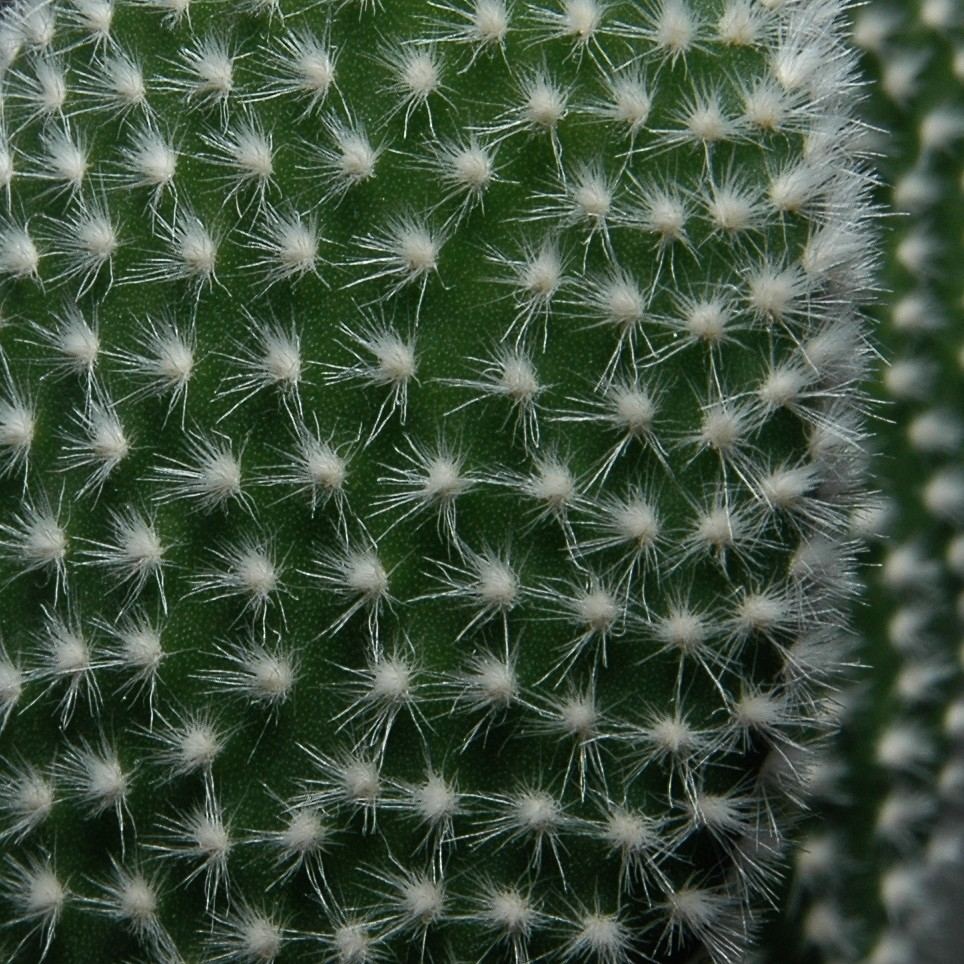
Glochídie na opuncii

Glochídie jsou křemičité trichomy nacházející se na plochých stonkových článcích nebo na plodech opuncií. Kromě obrany rostliny slouží i ke kondenzování vzdušné vlhkosti a následnému vstřebání vody. Tento trichom nelze zaměňovat s parazitickou larvou škeblí a jiných mlžů, která se jmenuje glochidium.